# Weidenhorst
Weidenhorst ist eine Wüstung zwischen Wallhausen (Helme), Martinsrieth und Brücken-Hackpfüffel in Sachsen-Anhalt.
Das flämische Kolonistendorf lag im Amt Röblingen und unterstand den Grafen zu Stolberg, die es den Herren von Bila im ausgehenden 15. Jahrhundert überließen. Diese übten dort das Schultheißenamt aus. Gerichtsversammlungen fanden noch bis zur Aufhebung des Patrimonialgerichts 1849 auf freiem Felde statt.